# 重庆市沙坪坝区莲光小学校
重庆市沙坪坝区莲光小学校，始建于1940年3月1日，为军政部兵工署第十七小学，因其属第24兵工厂（保密代号：莲光别墅）子弟小学又称莲光小学。厂长杨吉辉兼任首任校长。解放后于1955年移交沙区教育局。